# Diaphanosoma chilense
Diaphanosoma chilense är en kräftdjursart som beskrevs av Daday 1902. Diaphanosoma chilense ingår i släktet Diaphanosoma och familjen Sididae. Inga underarter finns listade i Catalogue of Life.